# Edie Sedgwick
Edith Minturn "Edie" Sedgwick (Santa Barbara, 20 de abril de 1943 — Santa Barbara, 16 de novembro de 1971) foi uma socialite, modelo, atriz e herdeira americana.
Mais conhecida por ter sido uma das musas de Andy Warhol, tendo atuado em vários de seus filmes, foi apelidada de "It Girl" pela imprensa mundana e de "Youthquake" (terremoto juvenil) pela revista Vogue. Nascida em rica e tradicional família americana, ela foi a primeira jovem socialite a escandalizar os Estados Unidos, gastando toda sua fortuna em sexo, drogas, roupas e rock & roll.

## Os dias de The Factory
Em março de 1965, Sedgwick conheceu, no apartamento de Lester Persky, o artista e cineasta underground Andy Warhol. Durante uma dessas visitas, Warhol estava filmando o filme Vinyl, a sua interpretação do livro Laranja Mecânica. Apesar de todo o elenco de Vinyl ser formado exclusivamente por homens,  Warhol fez questão de colocar Edie Sedgwick no filme. Ela também fez uma breve aparição em Horse, outro filme de Warhol, após ser apresentada logo no final do filme. Embora o interesse de Edie Sedgwick em ambos os filmes seja breve, o seu charme, o seu visual e o seu estilo despertaram o interesse de Andy Warhol, que decidiu colocá-la no estrelato.
O primeiro desses filmes, o famoso Poor Little Rich Girl, foi originalmente concebido como uma parte da série de filmes de Sedgwick, chamado de "The Poor Little Rich Girl Saga" (em português, algo como: "A Saga da Pobre Garota Riquinha"). A série era formada por este filme e mais três, intitulados de Restaurant, Face e Afternoon. As filmagens de Poor Little Rich Girl começaram em março de 1965, no apartamento da própria Edie Sedgwick, na cidade de Nova Iorque. O primeiro rolo de filme mostra Sedgwick - totalmente embaçada e fora de foco - acordando, pedindo café e suco de laranja, fumando alguns cigarros e fazendo exercícios e maquiagem em seu quarto, ao som de um disco do Everly Brothers. O fato de Segwick estar totalmente embaçada e fora de foco, se deu devido a um defeito na lente da câmera. O segundo rolo de filme, mostra Sedgwick fumando mais cigarros (a título de curiosidade, ela era uma fumante inveterada), falando ao telefone, experimentando roupas e, acima de tudo, descrevendo como ela gastou toda a sua herança em apenas seis meses.
No dia 30 de abril de 1965, Andy Warhol levou Sedgwick, Chuck Wein e Gerard Malanga para a abertura de sua exposição na Sonnabend Gallery, em Paris. Após retornar a Nova Iorque, Warhol pediu a Ron Tavel, o seu roteirista, para que ele escrevesse algum roteiro para Sedgwick. De acordo com Ric Burns, diretor do documentário Andy Warhol: A Documentary Film, Warhol pediu a ele que o roteiro fosse “alguma coisa na cozinha – uma coisa branca, limpa e plástica”. Eis o que foi feito. O resultado disso foi o filme "Kitchen", que trazia em seu elenco, atores como Rene Ricard, Roger Trudeau, Donald Lyons, Elecktrah, e claro, Edie Sedgwick.
Após o filme "Kitchen", Chuck Wein substituiu Ron Tavel como escritor e assistente de diretor, durante as filmagens de "Beauty No. 2", filme no qual Edie Sedgwick aparece ao lado de Gino Piserchio. A première de "Beauty No. 2" ocorreu no dia 17 de julho daquele mesmo ano.
Embora os filmes de Andy Warhol fossem muito estranhos para obterem sucesso comercial (e raramente, eles eram assistidos fora da "The Factory", o estúdio de Warhol em Nova Iorque), a popularidade de Edie Sedgwick começou a aumentar, pois a mídia começava a noticiar as suas aparências nos filmes de Warhol, ocasiões em que ela sempre aparecia com visual maravilhoso, porém fora do comum, utilizando sempre minivestidos, grandes brincos e collants. Sedgwick também fez questão de cortar o seu cabelo e colorindo-o com spray prata, criando um visual semelhante às perucas que Andy Warhol usava. Warhol a batizou de "Superestrela", e ambos foram fotografados juntos em diversos passeios sociais.
Ao longo de 1965, Edie Sedgwick e Andy Warhol continuaram fazendo filmes juntos, entre eles, o famoso Chelsea Girls. Entretanto, em meados de 1965, o relacionamento de Edie Sedgwick e Warhol havia se deteriorado, o que fez com que ela pedisse a ele que não mostrasse mais os seus filmes. Pessoalmente, ela pediu a ele que suas filmagens fossem retiradas do filme Chelsea Girls. As filmagens de Sedgwick, que acabaram mesmo sendo retiradas do filme, foram substituídas por filmagens de Nico, com luzes coloridas projetadas em seu rosto, e, claro, ao som de músicas do Velvet Underground, que serviam de fundo para o filme. Mais tarde, as filmagens editadas de Edie Sedgwick em Chelsea Girls, acabaram virando o filme Afternoon.
Muitos acham que "Lupe" é o último filme que Edie Sedgwick fez com Andy Warhol, mas isso não é verdade, pois em 1966, quase um anos após o filme Lupe, ela filmou o filme "The Andy Warhol Story", ao lado de Rene Ricard. No entanto, este filme de Andy Warhol nunca foi exibido para o público. A única exibição deste filme, na verdade, ocorreu na "The Factory". Este filme acabou sendo perdido ou destruído.

## Bob Dylan e Bob Neuwirth
Após a sua retirada do círculo de Andy Warhol, Edie Sedgwick passou a viver no Hotel Chelsea, onde ela conheceu o músico Bob Dylan. Mais tarde, os amigos de Bob Dylan conseguiram convencer Edie Sedgwick a assinar um contrato com Albert Grossman, que, na época, era o empresário de Dylan. No entanto, o relacionamento de Edie Sedgwick e Bob Dylan terminou quando ela descobriu que Dylan havia se casado com Sara Lownds em uma cerimônia secreta.
De acordo com o cineasta Paul Morrissey, Sedgwick havia dito: "Eles [o pessoal de Dylan] farão um filme, onde eu serei uma verdadeira estrela, ao lado de Bobby [Dylan]". De repente, o nome de Bob Dylan não saía mais da boca de Edie Sedgwick, e todo mundo descobriu que ela estava apaixonada por ele.
Durante a maior parte de 1966, Sedgwick começou a ficar envolvida em uma relação tempestuosa e íntima. E essa relação não era com Bob Dylan, e sim com o amigo íntimo dele, um homem chamado Bob Neuwirth. Durante esse período, ela se tornou cada vez mais dependente de barbitúricos. E apesar de ela ter experimentado diversas substâncias ilegais, como, por exemplo, opiáceos, não há evidência que ela tenha se viciado em heroína.
Em 1967, Bob Neuwirth, incapaz de lidar com o comportamento errático de Edie Sedgwick, que veio devido ao seu abuso de drogas, terminou o relacionamento.

## Morte
Em 24 de julho de 1971, dia que Edie Sedgwick se casou com Michael Post, ela havia parado de beber e usar drogas por um curto período de tempo. A sua sobriedade, no entanto, durou até o mês de outubro, quando médicos a receitaram remédios para dor, em decorrência do seu tratamento de uma doença física. Ela ficou sob os cuidados do médico Dr. Wells, que a prescreveu barbitúricos. Porém ela exigiria a ele mais pílulas, ou, numa tentativa de conseguir mais pílulas, alegou a ele que havia perdido o medicamento. Frequentemente, ela misturava os seus medicamentos com álcool.
Mais tarde, Michael Post, o seu marido, ficou encarregado de administrar os seus remédios. Por conta própria, durante todas as noites, Edie Sedgwick tomava dois tabletes de Quaalude, de 300 miligramas cada, e mais duas cápsulas de Tuinal. Tudo isso em adição às outras drogas que ela consumia, somado ao uso de bebidas alcoólicas.
Na noite do dia 15 de novembro de 1971, Edie Sedgwick foi a um desfile de moda no "Santa Barbara Museum", um segmento do que ela havia filmado para o programa de televisão, An American Family. Após o desfile de moda, ela foi para uma festa onde, segundo os depoimentos de seu marido e cunhado, um convidado supostamente bêbado a atacou verbalmente, chamando-a de "usuária de heroína" e dizendo que seu casamento seria um fracasso.
Edie Sedgwick, bastante chateada, telefonou para Michael Post, que, ao chegar na festa, notou que estava ainda bastante perturbada com o abuso. Ele decidiu a levar de volta para o seu apartamento, e isso era por volta da uma hora da madrugada. No caminho para casa, Sedgwick expressou pensamentos de incerteza sobre o casamento deles. Já no apartamento, e antes de eles irem dormir, Michael Post deu a ela os medicamentos prescritos. De acordo com o próprio Michael Post, Edie Sedgwick começou a sentir sono muito rápido, e sua respiração estava "ruim - parecia haver um grande buraco em seus pulmões", mas ele atribuiu isso ao hábito que ela tinha em fumar pesado. Enfim, ele também foi dormir.
Quando Michael Post acordou na manhã seguinte, surpreendeu-se ao ver que Edie Sedgwick já estava morta. O legista atribuiu a causa da morte de Edie Sedgwick como "indeterminada/acidente/suicídio." A hora de sua morte foi registrada como 9:20 da manhã. O atestado de óbito afirma que a causa imediata foi uma "provável intoxicação aguda por barbitúrico" devido à intoxicação por etanol. O nível de álcool no sangue de Edie Sedgwick era de 0.17%, enquanto o seu nível de barbitúrico já era de 0.48 mg%. Ela tinha apenas 28 anos de idade.
Edie Sedgwick foi enterrada no pequeno Cemitério de Oak Hill, em Ballard, na California, em um túmulo simples. O seu epitáfio diz:
Edith Sedgwick Post
Esposa de Michael Brett Post
1943 - 1971.
Em 1988, Alice, a sua mãe, foi enterrada próxima ela. No ano de 1989, a banda The Cult, com seu disco Sonic Temple, que no mesmo ano chegou ao 10º lugar nas paradas americanas, fez uma homenagem a atriz com a música Edie (Ciao Baby).

## Filmografia
| Ano       | Nome                        | Papel          |
| --------- | --------------------------- | -------------- |
| 1965      | Horse                       | Papel sem fala |
| 1965      | Vinyl                       | Papel sem fala |
| 1965      | Bitch                       | -              |
| 1965      | Screen Test Nº 1            | -              |
| 1965      | Screen Test Nº 2            | ela mesma      |
| 1965      | Poor Little Rich Girl       | -              |
| 1965      | Face                        | -              |
| 1965      | Restaurant                  | -              |
| 1965      | Kitchen                     | -              |
| 1965      | Afternoon                   | -              |
| 1965      | Space                       | -              |
| 1965      | Beauty No. 2                | -              |
| 1965      | Factory Diaries             | -              |
| 1965      | Outer and Inner Space       | -              |
| 1965      | Prison                      | -              |
| 1966      | Lupe                        | -              |
| 1966      | The Andy Warhol Story       | -              |
| 1967-1968 | The Four Star Movie         | -              |
| 1969      | Diaries, Notes and Sketches | -              |
| 1972      | Ciao! Manhattan             | -              |